# Warthe
Die Warthe (polnisch Warta) ist ein 808 Kilometer langer rechter Nebenfluss der Oder in den polnischen Woiwodschaften Schlesien, Großpolen und Lebus.

## Verlauf
Die Warthe, der bedeutendste Nebenfluss der Oder, entspringt am Abhang des Krakau-Tschenstochauer Jura oberhalb der Ortschaft Mrzygłód bei Kromołów östlich der Stadt Zawiercie in Kleinpolen. Auf demselben Plateau haben auch die Weichselzuflüsse Pilica und Przemsza ihre Quellen. Sie fließt erst gegen Norden über Częstochowa (Tschenstochau), tritt in der Nähe von Radomsko (Radomsk) in das polnische Tiefland ein und fließt – streckenweise mehrarmig – weiter nach Sieradz und Warta in Land Sieradz.
Nach Aufnahme des Ner gelangt sie auf das Gebiet des historischen Großpolen und fließt wieder westwärts über Konin und Pyzdry (Peisern), wo sie von links die Prosna aufnimmt, und weiter in westlicher Richtung über Śrem (Schrimm). Nach Norden abbiegend durchfließt die Warthe Posen und Oborniki (Obornik), wo sie wiederum ihren Lauf nach Westen fortsetzt, an Międzychód (Birnbaum) vorbeifließt und bei Skwierzyna (Schwerin) von links die Obra aufnimmt. Nachdem sie noch einmal in nördliche Richtung eingeschwenkt ist, nimmt sie in Santok (Zantoch) von rechts die Netze auf, wendet sich zum dritten Mal nach Westen und gelangt in die historische Neumark. Dort passiert sie Gorzów Wielkopolski (Landsberg an der Warthe) und strömt nun in südwestliche Richtung durch das Warthebruch, bis sie, 180 m breit, unterhalb von Kostrzyn nad Odrą (Küstrin), gegenüber der brandenburgischen Gemeinde Bleyen-Genschmar, von rechts in die Oder mündet.
An ihrer Einmündung in die Oder ist die Warthe länger als der Hauptfluss. Allerdings ist sie deutlich wasserärmer als die Oder, da ihr Einzugsgebiet fast ausschließlich im relativ trockenen polnischen Tiefland liegt. Ihr Flussgebiet umfasst 44.650 km². An der Mündung wurde im Jahre 2001 der Nationalpark Warthemündung eingerichtet.

### Schifffahrt
1618 gewährte Kurfürst Johann Sigismund im Vertrag von Trebisch (bei Schwerin an der Warthe) den polnischen Kaufleuten die freie Schifffahrt auf der Warthe.
Seit dem Anfang des 20. Jahrhunderts ist die Warthe über eine Strecke von 425 km schiffbar (von Konin an); die damalige mittlere Wassertiefe auf preußischer Seite betrug 2,00–2,20 m.
Zwischen ihrer Mündung in Kostrzyn und der Netzemündung in Santok ist die Warthe heute ein Teil der internationalen Wasserstraße E70, die von der Schelde über den Albert-Kanal, die Maas, den Maas-Waal-Kanal, die Waal, den Bijlands-Kanal, den Rhein, den Wesel-Datteln-Kanal, den Dortmund-Ems-Kanal, den Mittellandkanal, den Elbe-Havel-Kanal, die Havel, den Oder-Havel-Kanal und die Oder weiter über die Netze, den Bromberger Kanal, die Brahe, die Weichsel und ihren Mündungsarm Nogat, den Jagiellonenkanal, die Elbing, das Frische Haff, die Pregel, die Deime, den Seckenburger Kanal, den Großen Friedrichsgraben und die Gilge in die Memel führt.
Die obere Warthe ist über den Ślesin-Kanal, die Gopłosee, die kanalisierte Obere Netze (den Netze-Kanal) und der Obernetze-Kanal mit dem Bromberger Kanal, und weiter mit der Brahe und der Weichsel verbunden.

### Name und Nationalsymbol
Die Warthe wurde erstmals im Jahr 972 als Vurta schriftlich erwähnt. Der Name könnte germanischen Ursprungs sein und als Varta ins Slawische übernommen worden sein. Er könnte mit den indogermanischen Wortstämmen *ṷerH-d- „kochen, sieden“ oder *ṷer- „laufen“ in Zusammenhang stehen.
Der Fluss ist der Namensgeber für das jüngere Stadium der Saaleeiszeit, während derer vor allem der Südliche Landrücken angelegt wurde. Warthe und Weichsel haben infolge der dritten Teilung Polens als Freiheitssymbole Eingang in die polnische Nationalhymne Mazurek Dąbrowskiego gefunden. Sie war auch Namensgeberin für den während der nationalsozialistischen Besatzung Polens errichteten Gau Wartheland.

### Bilder

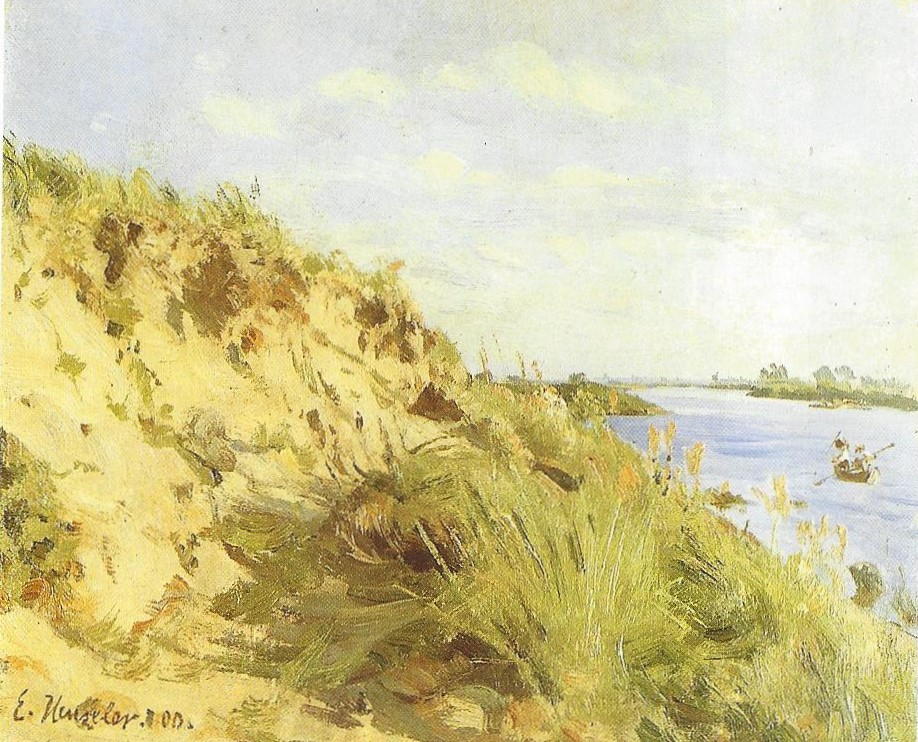
Ernst Henseler: Die Warthe (1900)
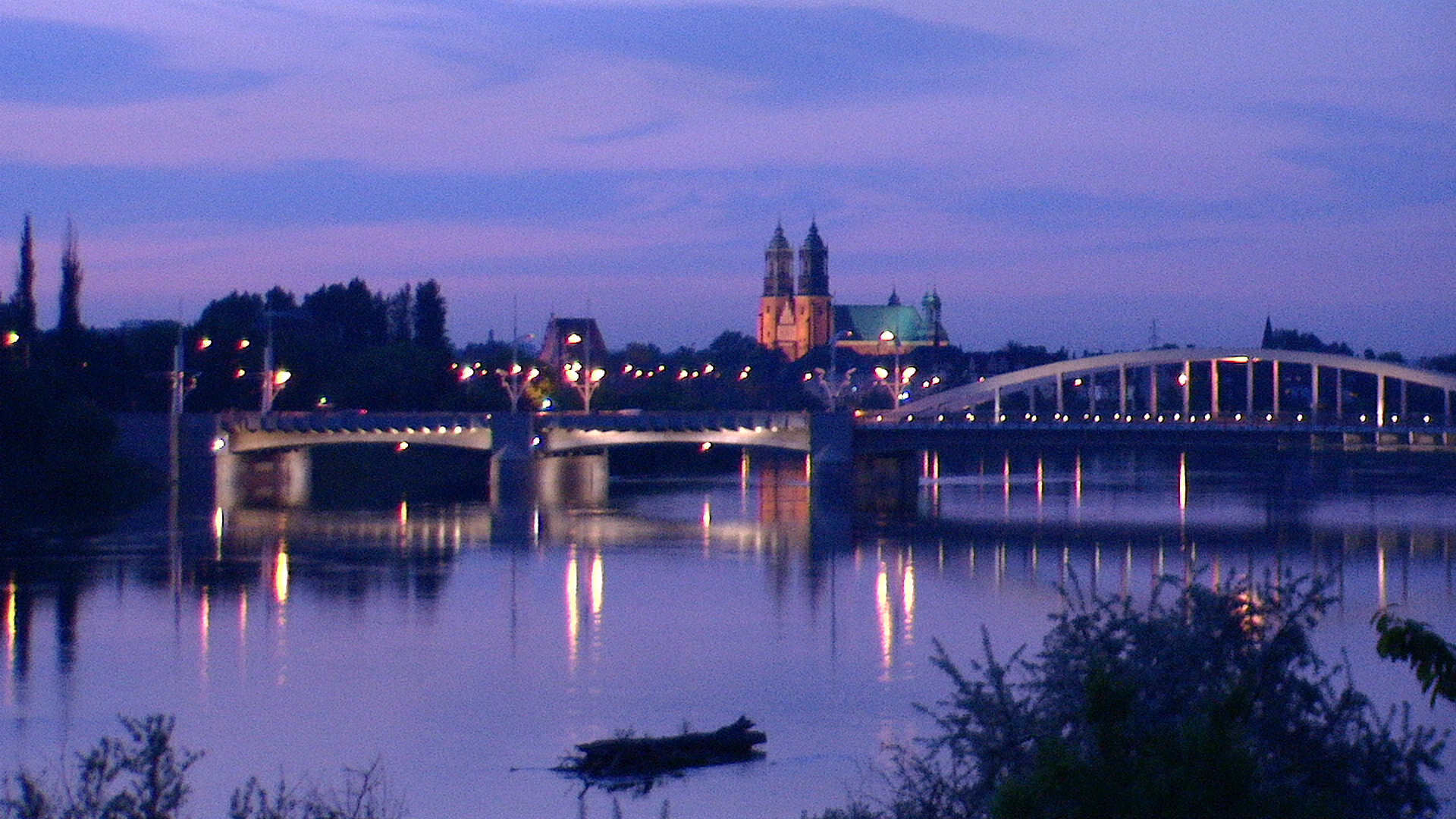
Warthe in Posen
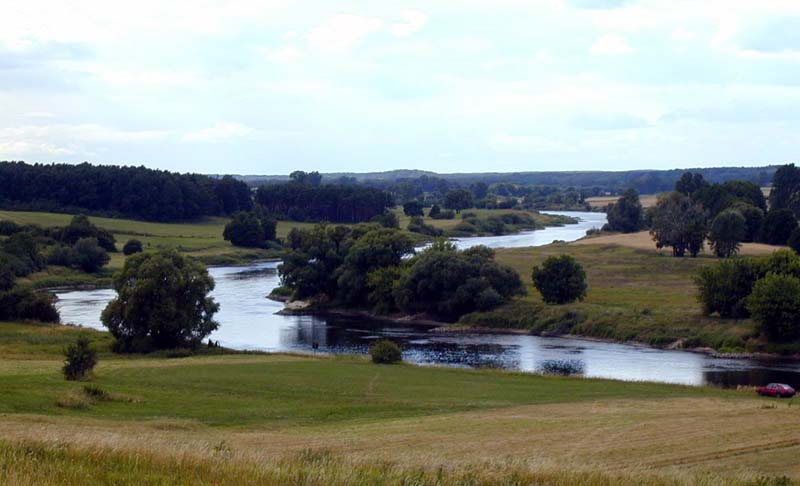
Warthe in Wronki (Wronke)
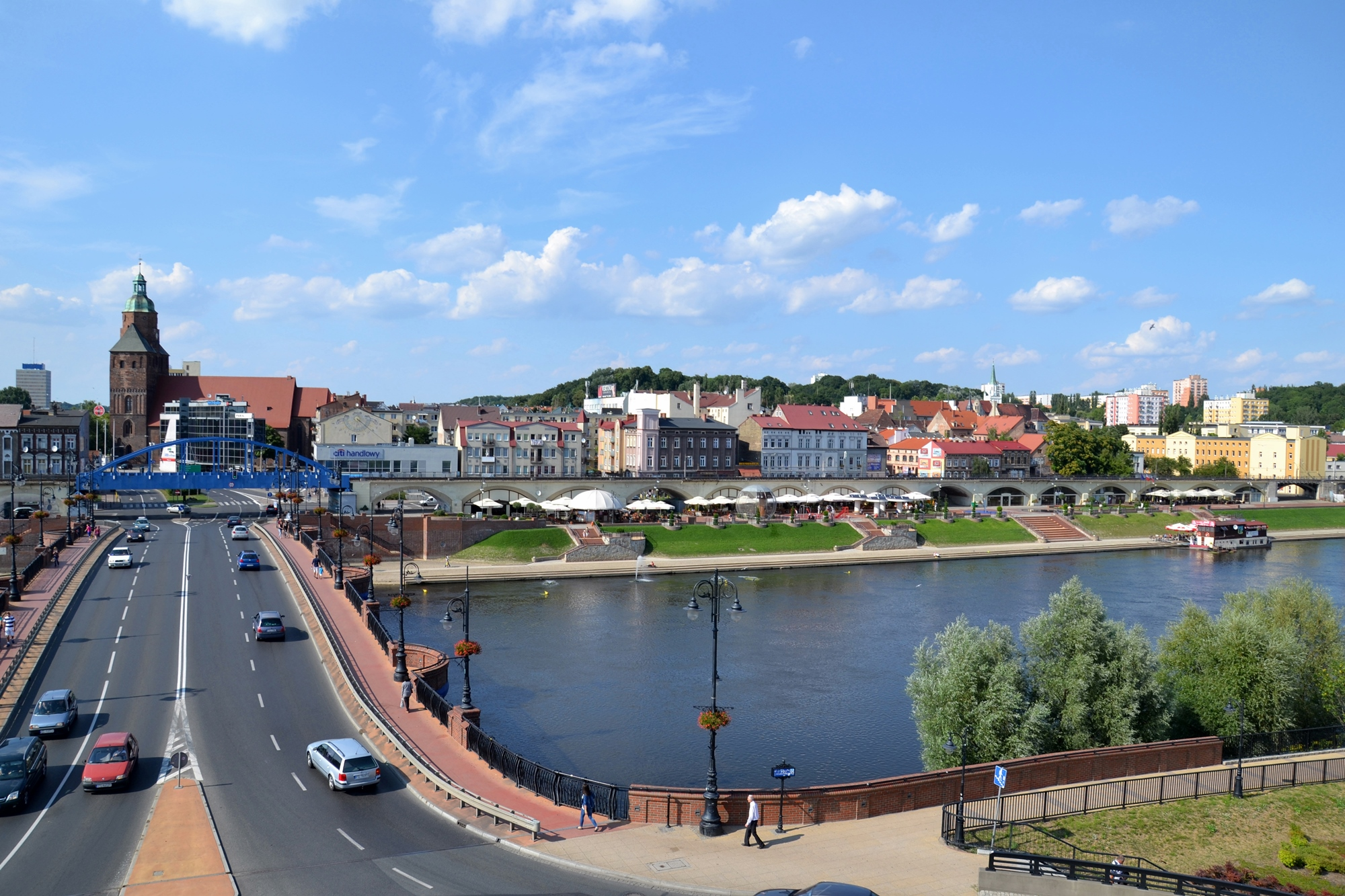
Warthe in Gorzów Wielkopolski (Landsberg an der Warthe)